# Anaphore (rhétorique)
Pour les articles homonymes, voir Anaphore.
L'anaphore (du grec ancien ἀναφορά / anaphorá, « reprise, rapport ») est une figure de style qui consiste à commencer des vers, des phrases ou des ensembles de phrases ou de vers par le même mot ou le même syntagme. 
L'anaphore rythme la phrase, souligne un mot, une obsession, provoque un effet musical, communique plus d'énergie au discours ou renforce une affirmation, un plaidoyer, suggère une incantation, une urgence. Syntaxiquement, elle permet de créer un effet de symétrie.

## Définitions
(novembre 2019).
Si vous disposez d'ouvrages ou d'articles de référence ou si vous connaissez des sites web de qualité traitant du thème abordé ici, merci de compléter l'article en donnant les références utiles à sa vérifiabilité et en les liant à la section « Notes et références ».

### Définitions linguistiques
Une anaphore consiste à répéter un ou des mot(s) identique(s) au début ou à la fin de vers ou de phrase.
L'anaphore en rhétorique est distinct de l'anaphore grammaticale, qui est un procédé de la langue consistant à utiliser un élément discursif (pronom, adverbe, adjectif, etc.) renvoyant à un constituant qui précède et qui est nécessaire à son identification et à son interprétation. Il s'agit avant tout d'un constituant contextuel comme dans :

« J'ai vu mon professeur, il avait l'air distrait. »

« Il » se rapporte à « professeur » et ne peut s'interpréter qu'en rapport à ce dernier.
On parle plutôt, afin d'éviter la confusion, de « relation anaphorique », d’« aes » ou de « déictiques anaphoriques ». De même, il existe une typologie d'anaphores différentes mais renvoyant toutes à la linguistique pure et non aux figures de style (voir les articles correspondants) comme : « anaphore lexicale », « anaphore associative » et « anaphore pronominale ».

### Définitions stylistiques
Les effets de l'anaphore sont variés et dépendent de l'intention du locuteur. Ils sont avant tout proches de ceux recherchés dans le phénomène du refrain ou de la répétition : 
- surprise, énumération, symétrie de forme (lorsque la localisation des mots répétés est toujours la même, en début de vers par exemple comme dans les chansons) ;
- litanie et incantation dans la littérature religieuse ou solennelle (le Sermon sur la montagne de Saint Matthieu, par exemple, avec l'exclamation « Heureux » répétée neuf fois, ou le I have a dream de Martin Luther King) ;
- l'urgence d'un appel (J'accuse de Émile Zola) ;
- une volonté de convaincre par accumulation (voir plus bas, l'anaphore de François Hollande).

Le sentiment recherché est aussi et surtout, en poésie, la mélancolie ou la tristesse (voir les exemples de Louis Aragon, Paul Éluard ou Joachim du Bellay).
Parce que l'homme devient sa pensée, la répétition d'une idée influe sur l'être. À force de répéter un mot, ce mot s'ancrera dans l'esprit de l'individu pour finalement influer sur son existence. C'est le principe de la propagande. Une idée répétée maintes et maintes fois apparaîtra comme vraie pour l’individu. Ce procédé est aussi utilisé pour la publicité par exemple.

### Genres concernés
L'anaphore est une figure généralisée à tout le domaine littéraire, avec un emploi beaucoup plus ancien d'une part, et plus privilégié d'autre part, en poésie.
De même, elle est utilisée dans les discours très couramment, notamment dans les discours politiques, proches des oraisons rhétoriques classiques ,. Par exemple, l'anaphore de François Hollande prononcée lors du débat télévisé du second tour de l'élection présidentielle française de 2012 a été particulièrement remarquée,.
L'anaphore est une figure traduisible dans les arts :
- au cinéma, c'est la reprise de la même image ou même scène, proche du déjà-vu ;
- en musique, ce sont des accords répétés, un leitmotiv ou un refrain vocal ;
- en peinture, ce sont des copiés-collés d'un même détail ou d'une couleur, dans un effet de symétrie par exemple.

## Historique de la notion
(novembre 2019).
Si vous disposez d'ouvrages ou d'articles de référence ou si vous connaissez des sites web de qualité traitant du thème abordé ici, merci de compléter l'article en donnant les références utiles à sa vérifiabilité et en les liant à la section « Notes et références ».
Elle est une des figures les plus anciennes de la rhétorique, car elle est utilisée par les orateurs en premier lieu. L’auteur anonyme de La Rhétorique à Herennius (premier siècle avant notre ère) la donne en exemple comme procédé pour donner du brillant au style : « L'anaphore consiste, pour des idées analogues ou différentes, à employer le même mot en tête de plusieurs propositions qui se suivent ; par exemple : C'est à vous qu'il faut attribuer cette action, à vous qu'il en faut rendre grâce, à vous que votre conduite rapportera de l'honneur » (Livre IV). Un rhéteur moderne comme André Malraux saura s’en souvenir dans son discours prononcé lors du transfert des cendres de Jean Moulin au Panthéon : (« Entre ici, Jean Moulin »).
Les ballades du Moyen Âge usent souvent des anaphores pour imprimer un rythme jovial au poème (Christine de Pisan par exemple). L'anaphore est une figure privilégiée de la poésie: chez Rimbaud surtout, dans son objectif de rendre musical le poème, dans L'expiation de Victor Hugo avec l'expression « il neigeait », chez Guillaume Apollinaire dans Poèmes à Lou avec « Il y a ». Les poètes modernes, nés des mouvements expérimentaux comme l'Oulipo l'emploient de manière rythmique, sous l'influence de la chanson populaire ou du blues, ainsi Georges Perec avec Je me souviens.
Dans le brouillard s’en vont un paysan cagneux

Et son bœuf

Dans le brouillard s’en vont deux silhouettes grises
— Guillaume Apollinaire, Alcools, Automne

### Figures proches
| Figure mère | Figure fille |
| ----------- | ------------ |
| répétition  | Symploque    |

| Antonyme | Paronyme                        | Synonyme             |
| -------- | ------------------------------- | -------------------- |
|          | épiphore, acrostiche, palilogie | anaphore (grammaire) |

### Débats
La tendance est de classer l'anaphore comme une figure de l'insistance ; or ce n'est pas décrire la nature de son fonctionnement linguistique et stylistique.

### Anaphore linguistique
Dans un extrait d’Amphitryon de Molière (acte II, sc. 1), Sosie évoque par anaphore un moi autre que lui-même. Véritable haute voltige du calembour, le jeu de mots repose sur des sèmes différents (le moi…) pour des signifiants grammaticalement et syntaxiquement distincts (... / pronom de rang premier), mais orthographiquement et phonétiquement identiques [mwa] si on ne tient pas compte des variantes.  
Devant tant de confusion (sic), ignorant les faits, le protagoniste du locuteur, Amphitryon, ne peut que conclure à l’aliénation mentale. Le spectateur, en revanche, – qui a vu Mercure rouer Sosie de coups pour usurper son identité – saisit à la fois tout le comique et le tragique de la situation : Sosie n’est plus lui-même ; l'autre a douloureusement pris « sa » place.
Notons que, formellement, l’anaphore satisfait à la règle de la redite rigoureusement identique (« Ce moi [qui] »), alors que la répétition propose, au contraire, des variantes : « m' / moi-même / mon... » L'alternance en écho de l’une et de l’autre hisse cet extrait au niveau de la tragi-comédie.
Par cet exercice de style, Molière rejoint la notion de double et ouvre la voie au « Moi est un autre d'Arthur Rimbaud.
Cet extrait est analysé par le didacticiel en ligne BDstyle.ca.

## Exemples
« Patience, patience,

Patience dans l'azur !

Chaque atome de silence

Est la chance d'un fruit mûr ! »

— Paul Valéry, Palme dans Charmes

« Rome, l'unique objet de mon ressentiment !

Rome, à qui vient ton bras d'immoler mon amant !

Rome qui t'a vu naître, et que ton cœur adore !

Rome enfin que je hais parce qu'elle t'honore ! »

— Corneille, Camille dans Horace, acte IV, scène 5

« Mon bras, qu'avec respect toute l'Espagne admire,

Mon bras, qui tant de fois a sauvé cet empire »

— Corneille, Le Cid, acte I, scène 4

« Ils étaient vingt et trois quand les fusils fleurirent

Vingt et trois qui donnaient le cœur avant le temps

Vingt et trois étrangers et nos frères pourtant

Vingt et trois amoureux de vivre à en mourir

Vingt et trois qui criaient la France en s'abattant »

— Louis Aragon, Strophes pour se souvenir

« Et la mer et l'amour ont l'amer pour partage,

Et la mer est amère, et l'amour est amer (...)

Celui qui craint les eaux, qu'il demeure au rivage,

Celui qui craint les maux qu'on souffre pour aimer,

Qu'il ne se laisse pas à l'amour enflammer (...) »

— Pierre de Marbeuf, Sonnet, Poètes français de l'âge baroque, Anthologie (1571-1677)

« Adieu tristesse

Bonjour tristesse

Tu es inscrite dans les lignes du plafond

Tu es inscrite dans les yeux que j'aime »

— Paul Éluard, À peine défigurée dans La vie immédiate

« Plus me plaît le séjour qu'ont bâti mes aïeux,

Que des palais romains le front audacieux,

Plus que le marbre dur me plaît l'ardoise fine,

Plus mon Loir gaulois, que le Tibre latin,

Plus mon petit Liré, que le mont Palatin,

Et plus que l'air marin la douceur angevine. »

— Joachim du Bellay, Heureux qui, comme Ulysse, a fait un beau voyage... dans Les Regrets

« Si les vers ont été l'abus de ma jeunesse,

Les vers seront aussi l'appui de ma vieillesse,

S'ils furent ma folie, ils seront ma raison,

S'ils furent ma blessure, ils seront mon Achille,

S'ils furent mon venin, le scorpion utile

Qui sera de mon mal la seule guérison. »

— Joachim du Bellay, Maintenant je pardonne à la douce fureur... dans Les Regrets

« Afrique mon Afrique

Afrique des fiers guerriers dans les savanes ancestrales

Afrique que chante ma grand-mère

Au bord de son fleuve lointain

Je ne t'ai jamais connue »

— David Diop, Afrique dans Je est un autre, Anthologie des plus beaux poèmes sur l'étranger en soi présentée par Bruno Doucey et Christian Poslaniec

« Mon âme est malade aujourd'hui,

Mon âme est malade d'absences,

Mon âme a le mal des silences,

Et mes yeux l'éclairent d'ennui. »

— Maurice Maeterlinck, Chasses lasses dans Serres chaudes

« Moi, j'attends un peu de réveil,

Moi, j'attends que le sommeil passe,

Moi, j'attends un peu de soleil

Sur mes mains que la lune glace. »

— Maurice Maeterlinck, Heures ternes dans Serres chaudes

« Salut aux humiliés, aux émigrés, aux exilés sur leur propre terre qui veulent vivre et vivre libres.

Salut à celles et à ceux qu'on bâillonne, qu'on persécute ou qu'on torture, qui veulent vivre et vivre libres.

Salut aux séquestrés, aux disparus et aux assassinés, qui voulaient seulement vivre et vivre libres.

Salut aux prêtres brutalisés, aux syndicalistes emprisonnés, aux chômeurs qui vendent leur sang pour survivre, aux indiens pourchassés dans leur forêt, aux travailleurs sans droit, aux paysans sans terre, aux résistants sans armes qui veulent vivre et vivre libres. »

— Discours de M. François Mitterrand, Président de la République française, devant le monument de la Révolution à Mexico, mardi 20 octobre 1981 (Discours dit de Cancun)

« Paris ! Paris outragé ! Paris brisé ! Paris martyrisé ! Mais Paris libéré ! »

— Charles de Gaulle, extrait du discours du 25 août 1944, à la suite de la libération de Paris

« Où sous un clair azur tout n'est qu'amour et joie,

Où tout ce que l'on aime est digne d'être aimé,

Où dans la volupté pure le cœur se noie ! »

— Baudelaire, Moesta et errabunda dans Les Fleurs du mal, v.17 à v.20
- Dans la prose : « Marcher à jeun, marcher vaincu, marcher malade » (Victor Hugo)
- Dans la première strophe de l'Internationale, la répétition de debout (reprise dans le sixième vers) est une anaphore.
- Le 2 mai 2012, dans le débat de l'entre-deux-tours de l'élection présidentielle avec Nicolas Sarkozy, François Hollande a utilisé une anaphore devenue célèbre, « Moi président de la République ».